# Zgodovina Hrvaške
Območje sodobne Hrvaške je obsegalo dve rimski provinci, Panonijo in Dalmacijo. Po razpadu Zahodnega rimskega cesarstva v 5. stoletju so Ostrogoti za 50 let podredili območje, preden so ga vključili v Bizantinsko cesarstvo.
Hrvaška se je kot narod prvič pojavila kot vojvodina v 7. stoletju, vojvodina Hrvaška in bližnja Kneževina Spodnja Panonija, ki sta bili združeni in povzdignjeni v Kraljevino Hrvaško, ki je trajala od leta 925 do 1918. V 12. stoletju je Kraljevina Hrvaška vstopila v Osebno unijo s Kraljevino Madžarsko, ostala je ločena država s svojim vladarjem (ban) in saborom, vendar je izvolila kraljevske dinastije iz sosednjih sil, predvsem Madžarske, Neaplja in Habsburške monarhije.
Obdobje od 15. do 17. stoletja so zaznamovali intenzivni boji med Osmanskim cesarstvom na jugu in Habsburškim cesarstvom na severu.
Po prvi svetovni vojni in posledičnem razpadu Habsburške monarhije je bila Hrvaška vključena v Jugoslavijo. Po nemški invaziji na Jugoslavijo v drugi svetovni vojni je bila ustanovljena kratkotrajna, neodvisna hrvaška država. Hrvaška je leta 1991 po razpadu Jugoslavije postala neodvisna država.

## Prazgodovina
Območje, ki je danes znano kot Hrvaška, je bilo naseljeno že v prazgodovini. Fosile neandertalcev iz obdobja srednjega paleolitika so odkrili na severu Hrvaške; najbolj znano in najbolje predstavljeno je najdišče v Krapini. V vseh regijah države so našli ostanke več neolitskih in halkolitičnih kultur. Največji del območij je v dolinah reke na severu Hrvaške, najpomembnejše kulture, katerih prisotnost so odkrili, da vključujejo starčevsko, vučedolsko in badensko kulturo. Železna doba je pustila sledi zgodnje ilirske halštatske kulture in keltske latenske kulture. 
Mnogo kasneje so regijo naselili Liburni in Iliri, medtem ko so bile prve grške kolonije ustanovljene na otokih Vis in Hvar.

## Rimske pokrajine Panonija in Dalmacija
Dalmacija je bila severni del Ilirskega kraljestva med 4. stoletjem pr. n. št. Do Ilirskih vojn v 220. letih pred Kristusom in 168 let pr. n. št., ko je Rimska republika vzpostavila svoj protektorat južno od reke Neretve. Območje severno od Neretve se je počasi vključilo v rimsko posest, dokler ni bila formalno ustanovljena provinca Ilirik okrog 32–27 pr. n. št. 
Dalmacija je nato postala del rimske pokrajine Ilirik. Med 6. in 9. letom po Kr. so Dalmatinci skupaj s Panonci dvignili zadnji v nizu uporov, vendar je bil dokončno zatrt in leta 10 po Kr. je bil Ilirik razdeljen na dve provinci, Panonijo in Dalmacijo. Pokrajina Dalmacija se je razširila v notranjost in zajela vse Dinarske Alpe in večino vzhodne obale Jadrana. Dalmacija je bila rojstni kraj rimskega cesarja Dioklecijana, ki je po upokojitvi od cesarja leta 305 po Kristusu zgradil veliko palačo v bližini Salone, iz katere se je kasneje razvilo mesto Split. 
Zgodovinarji, kot sta Theodore Mommsen in Bernard Bavant, trdijo, da je bila vsa Dalmacija do 4. stoletja v celoti romanizirana in je govorila latinsko. Drugi, na primer Aleksandar Stipčević, trdijo, da je bil proces romanizacije precej selektiven in je vključeval predvsem urbana središča, ne pa podeželja, kjer so bile prejšnje ilirske družbenopolitične strukture prilagojene rimski upravi in politični strukturi le v nekaterih primerih. 
Stanko Guldescu je trdil, da so bili Vlahi ali Morlahi latinsko govoreči in pastoralni ljudje, ki so živeli na Balkanu že od predrimske dobe, omenjeni pa so v najstarejših hrvaških kronikah. 
Po propadu Zahodnega rimskega cesarstva leta 476, z začetkom selitvenega obdobja, je Julius Nepos kmalu vladal svoji zmanjšani domeni iz Dioklecijanove palače po svojem begu iz Italije leta 476. Regijo so nato vodili Ostrogoti do leta 535, ko je Justinijan I. ozemlje dodal Bizantinskemu cesarstvu. Kasneje so Bizantinci na istem ozemlju oblikovali območje imenovano Dalmacija. 
Rimsko obdobje se konča z avarskimi in hrvaškimi vpadi v 6. in 7. stoletju ter uničenjem skoraj vseh rimskih mest. Preživeli Rimljani so se umaknili na ugodnejša mesta na obali, otokih in v gorah. Mesto Ragusa so ustanovili preživeli iz Epidauruma.

## Zgodnjesrednjeveška Hrvaška (do leta 925)
Po delu De Administrando Imperio, ki ga je napisal bizantinski cesar iz 10. stoletja Konstantin VII., so Hrvati prispeli na današnjo Hrvaško, iz južne Poljske, južno od Krakova v začetku 7. stoletja, vendar je ta trditev sporna in nasprotujoče si hipoteze dogodek med 6. in 9. stoletjem. Sčasoma je nastala vojvodina, Hrvaško vojvodstvo, ki mu je vladal Borna, kar potrjujejo Einhardove kronike, ki segajo v leto 818. Zapis predstavlja prvi dokument hrvaških območij, takratnih vazalnih držav Francije. 
Frankovska oblast se je končala v času vladavine Mislava dve desetletji pozneje. Po Konstantinu VII se je krščenje Hrvatov začelo v 7. stoletju, vendar je trditev sporna in na splošno je krščenje povezano z 9. stoletjem. Leta 879 je pod vojvodom Branimirjem, vojvodom Hrvatov, dalmatinska Hrvaška prejela papeško priznanje kot državo od papeža Janeza VIII.

## Kraljevina Hrvaška (925–1102)
Tomislav je bil prvi vladar Hrvaške, ki je bil v pismu papeža Janeza X. imenovan za kralja, ki je poveljeval Hrvaški leta 925. Tomislav je premagal madžarske in bolgarske vdore ter razširil vpliv hrvaških kraljev. 
Srednjeveško hrvaško kraljestvo je vrhunec doseglo v 11. stoletju v času vladavine Petra Krešimirja IV (1058–1074) in Dmitarja Zvonimirja (1075–1089). Ko je leta 1091 umrl Stjepan II., ki je končal dinastijo Trpimirović, je madžarski Ladislav I. prevzel hrvaško krono. Nasprotovanje trditvi je privedlo do vojne in osebne unije Hrvaške in Madžarske leta 1102, ki jo je vodil Coloman.

## Osebna unija z Madžarsko (1102–1527) in Beneško republiko
Posledice spremembe madžarskega kralja so bile uvedba fevdalizma in vzpon avtohtonih plemiških družin, kot sta bila Frankopan in Šubić. Kasnejši kralji so poskušali obnoviti del svojega prej izgubljenega vpliva, tako da so dali mestom določene privilegije. V naslednjih štirih stoletjih so v Kraljevini Hrvaški vladali Sabor (parlament) in ban (podkralj), ki ga je imenoval kralj. 
Posebno vplivni so postali bribirski knezi iz družine Šubić, ki so uveljavljali nadzor nad velikimi deli Dalmacije, Slavonije in Bosne. Kasneje pa so se posredovali Angevini in obnovili kraljevsko oblast. V tem obdobju je prišlo do izraza domače plemstvo, kot so Frankopani in Šubići, in na koncu številni prepovedi iz obeh družin. 
Ločeno vladanje hrvaškega kralja je bilo postopoma opuščeno, nazadnje pa je bil za kralja izbran Charles Robert leta 1301, nato pa se je Hrvaška zadovoljila z ločeno uvodno diplomo. Vladavina Ludvika Velikega (1342–1382) velja za zlato dobo hrvaške srednjeveške zgodovine. Ladislav Neapeljski je tudi leta 1409 predal celotno Dalmacijo Benetkam. V tem obdobju se je povečala grožnja osmanskega osvajanja in boja proti Beneški republiki za nadzor nad obalnimi območji. Benečani so prevzeli nadzor nad večino Dalmacije do leta 1428. Razen mesta-države Dubrovnika, ki je postala neodvisna, je vladavina Benetk na večini Dalmacije trajala skoraj štiri stoletja (ok. 1420-1797).
Leta 1490 so hrvaški stanovi zavrnili priznanje Vladislava II., Dokler ni prisegel, da bo spoštoval njihove svoboščine, in vztrajal, da izbriše iz diplome nekatere stavke, ki so se zdelo, da Hrvaško znižajo na del dežele. Spor je bil rešen leta 1492.

## Hrvaška v habsburški monarhiji (1527–1918)
Ko se je začel turški vdor v Evropo, je Hrvaška spet postala obmejno območje. Osmansko osvajanje na Hrvaškem se je začelo s Imotskim padcem leta 1492. Hrvati so vodili vse večje število bitk in postopoma izgubljali vse več ozemelj za Osmansko cesarstvo. Osmanska osvajanja so pripeljala do bitke pri Krbavskem polju leta 1493 in bitke pri Mohaču leta 1526, ki sta se končali z odločilnimi osmanskimi zmagami. Kralj Louis II je umrl pri Mohaču, novembra 1526 pa je madžarski parlament za novega madžarskega kralja izvolil Jánosa Szapolyaija. Decembra 1526 je drugi madžarski parlament izvolil Ferdinanda Habsburga za ogrskega kralja. Na drugi strani se je hrvaški parlament sestal na Cetinu in za novega vladarja Hrvaške izbral Ferdinanda I. iz Habsburške hiše, pod pogojem, da bo Hrvaški zagotovil zaščito pred Osmanskim cesarstvom ob spoštovanju njenih političnih pravic. Nekaj let kasneje sta se obe vladanji spet združili v rokah Habsburžanov in zveza bi bila obnovljena. Osmansko cesarstvo se je v 16. stoletju še razširilo na večino Slavonije, zahodne Bosne (takrat imenovano Turška Hrvaška) in Like. Ta ozemlja so bila sprva del Rumelijskega ejaleta, kasneje pa so bila del Budinskega, Bosanskega in Kanijevega ejaleta. 
Kasneje v istem stoletju je bila Hrvaška tako šibka, da je njen parlament pooblastil Ferdinanda Habsburga, da odstrani velika območja Hrvaške in Slavonije, ki so mejila na Otomansko cesarstvo, za oblikovanje vojaške meje (Vojna krajina, nemško: Militaergrenze), ki bi ji neposredno vladali iz vojaškega štaba na Dunaju. Območje je postalo precej zapuščeno, kasneje pa so ga naselili Srbi, Vlahi, Hrvati, Nemci in drugi. Zaradi obvezne vojaške službe v Habsburškem cesarstvu med spopadom z Otomanskim cesarstvom je bilo prebivalstvo na Vojaški meji brez suženjstva in je imelo veliko politične avtonomije, za razliko od prebivalstva, ki živi v delih, ki jim vlada Madžarska.
Potem, ko se je trdnjava Bihać leta 1592 dokončno porušila, so le majhni deli Hrvaške ostali nenapadeni. Osmanska vojska je bila prvič uspešno odgana na ozemlju Hrvaške po bitki pri Sisku leta 1593. Izgubljeno ozemlje je bilo delno pridobljeno, razen velikih delov današnje Bosne in Hercegovine, Like in Slavonije na območju današnje Hrvaške. 
Do 18. stoletja je bilo Otomansko cesarstvo izgnano iz Madžarske, Avstrija pa je cesarstvo postavila pod osrednji nadzor. Avstrijska cesarica Marija Terezija je bila podprta s strani Hrvatov v vojni za avstrijsko nasledstvo 1741–1748 in je nato pomembno prispevala k hrvaškim zadevam. S Sistovo pogodbo leta 1791 so bili območja Donjega Lapca in Cetingrada, ki so bili pod nadzorom Osmanov, skupaj z vasema Drežnik Grad in Jasenovac odstopljeni Habsburški monarhiji in vključeni v hrvaško vojaško mejo.
S padcem Beneške republike leta 1797 so njene posesti na vzhodnem Jadranu postale predmet spora med Francijo in Avstrijo. Habsburžani so jih sčasoma zavarovali (do leta 1815), Dalmacija in Istra pa sta postali del cesarstva, čeprav sta bila v Cisleithaniji, medtem ko sta bili Hrvaška in Slavonija pod Madžarsko. Med tem sporom so Osmanlije vdrli na Hrvaško in leta 1809 zasedli sedanje območje občine Cetingrad. Auguste Marmont, generalni guverner Ilirskih provinc, se je odzval in 5. maja 1810 zavzel Bihać. Osmanlije se je nato umaknil iz Bihaća.
Hrvaški romantični nacionalizem se je pojavil sredi 19. stoletja, da bi preprečil navidezno germanizacijo in madžarizacijo Hrvaške. Ilirsko gibanje je od leta 1830 pritegnilo številne vplivne osebnosti in prineslo nekaj pomembnega napredka v hrvaškem jeziku in kulturi. 
V revolucijah leta 1848 je Troedino kraljestvo Hrvaška, Slavonija in Dalmacija zaradi strahu pred madžarskim nacionalizmom podprlo habsburški dvor proti madžarskim revolucionarnim silam. Toda kljub prispevkom svojega bana Jelačića pri reševanju osamosvojitvene vojne Madžarske je Hrvaška, ki je Dunaj ni obravnaval bolj naklonjeno kot Madžari sami, izgubila domačo avtonomijo. Leta 1867 je nastala Dvojna monarhija; Hrvaška avtonomija je bila leta 1868 obnovljena s hrvaško-madžarsko naselbino, ki je bila za Hrvate razmeroma ugodna, a še vedno problematična zaradi vprašanj, kot je nerešen status Reke. 
Prva svetovna vojna je pokončala Habsburško cesarstvo. Hrvaška je v vojni utrpela velike izgube življenj in čeprav je bilo nekaj poznih prizadevanj za ustanovitev hrvaškega dela cesarstva, je na koncu vojaški poraz privedel do ustanovitve ločene južnoslovanske države, ki se je kasneje poimenovala Jugoslavija.
Malo pred koncem prve svetovne vojne leta 1918 je hrvaški parlament prekinil odnose z Avstro-Ogrsko, ko so vojske antantnih sil premagale vojske Habsburžanov. Hrvaška in Slavonija sta postali del države Slovencev, Hrvatov in Srbov, sestavljenih iz vseh južnoslovanskih ozemelj zdaj že nekdanje Avstro-Ogrske monarhije s prehodno vlado v Zagrebu.

## Kraljevina Jugoslavija (1918 - 1941)
Ustanovitev Jugoslavije se je zgodila konec leta 1918: potem ko je Srijem zapustil Hrvaško-Slavonijo in se skupaj z Vojvodino pridružil Srbiji, je kmalu zatem sledil referendum za pridružitev Bosne in Hercegovine Srbiji, je Ljudski svet Slovencev, Hrvatov in Srbov (Narodno vijeće) vodil po takratni pol stoletni tradiciji panslavizma in brez dovoljenja hrvaškega sabora se je Kraljevina Srbija pridružila Kraljevini Srbov, Hrvatov in Slovencev. 
Čeprav je država podedovala velik del avstro-ogrskega vojaškega arzenala, vključno s celotno floto, se je Kraljevina Italija hitro preselila k priključitvi najbolj zahodnih ozemelj države, kar ji je obljubil Londonski sporazum iz leta 1915. Italijanska vojska je sčasoma zavzela Istro, da bi pridobila enega za drugim jadranske otoke in si celo prilastila pristanišče v Zadru. Delno reševanje tako imenovanega jadranskega vprašanja je prišlo leta 1920 z Rapalsko pogodbo. 
Kraljevina je leta 1921 doživela bistveno spremembo, na žalost največje hrvaške politične stranke, Hrvaške kmečke stranke (Hrvatska seljačka stranka). Nova ustava je odpravila zgodovinske/politične entitete, vključno s Hrvaško in Slavonijo, ki so centralizirale oblast v prestolnici Beograd. Hrvaška kmečka stranka je v celotnem obdobju bojkotirala vlado Srbske ljudske radikalne stranke, razen kratkega vmesnega obdobja med letoma 1925 in 1927, ko je bil zunanji italijanski ekspanzionizem pri njenih zaveznikih, Albaniji, Madžarski, Romuniji in Bolgariji. 
V začetku dvajsetih let prejšnjega stoletja je jugoslovanska vlada srbskega premierja Nikole Pašića uporabila policijski pritisk na volivce in etnične manjšine, zaplembo opozicijskih brošur in druge ukrepe namestitve volitev, da bi ohranila opozicijo, predvsem pa Hrvaško kmečko stranko in njene zaveznike, manjšina v jugoslovanskem parlamentu. Pašić je menil, da bi morala biti Jugoslavija čim bolj centralizirana in bi namesto različnih regionalnih vlad in identitet ustvarila velikosrbski nacionalni koncept koncentrirane oblasti v rokah Beograda. 
Med sejo parlamenta leta 1928 je vodjo Hrvaške kmečke stranke Stjepana Radića smrtno ranil poslanec Srbske radikalne ljudske stranke Puniša Račić, kar je povzročilo nadaljnje vznemirjenje hrvaške elite. Leta 1929 je kralj Aleksandar razglasil diktaturo in uvedel novo ustavo, ki je državo med drugim preimenovala v Kraljevino Jugoslavijo. Hrvaško ozemlje je bilo v veliki meri razdeljeno na ozemlja Savskega in Primorskega Banata. Politične stranke so bile od začetka prepovedane, kraljeva diktatura pa je dobila vse ostrejši značaj. Vladko Maček, ki je nasledil Radića na čelu Hrvaške kmečke stranke, največje politične stranke na Hrvaškem, je bil zaprt, pripadniki novo nastalega uporniškega gibanja Ustaši pa so odšli v izgnanstvo. Po mnenju britanskega zgodovinarja Mishe Glennyja je umor Tonija Schlegela, urednika projugoslovanskega časopisa Novosti marca 1929, režimu prinesel "besni odziv". Zlasti v Lici in zahodni Hercegovini, ki jih je opisal kot "žarišča hrvaškega separatizma", je zapisal, da je policija v večinskim srbom delovala "brez kakršnih koli zadrževalnih pooblastil". 
Po besedah uglednega hrvaškega pisatelja je Shlegelova smrt postala izgovor za teror v vseh oblikah. Politika se je kmalu "razlikovala od gangsterizma." Tudi v tem zatiralskem ozračju se je le malo zbralo za ustaško stvar in gibanja se nikoli ni uspelo organizirati na Hrvaškem. Toda njenim voditeljem je uspelo prepričati komunistično partijo, da gre za progresivno gibanje. Strankarski časopis Proleter (december 1932) je zapisal: "ustaško gibanje kmetov Like in Dalmacije in jih v celoti podpiramo." 
Leta 1934 je bil kralj Aleksandar umorjen v tujini, v Marseillu, koalicija ustašev in podobno radikalno gibanje, bolgarska IMRO. Srbsko-hrvaška vlada Cvetković-Maček, ki je prišla na oblast, je distancirala nekdanje jugoslovanske zaveznike Francijo in Združeno kraljestvo ter se v obdobju 1935–1941 približala fašistični Italiji in nacistični Nemčiji. Hrvaška nacionalna banovina je bila ustanovljena leta 1939 iz dveh banatov, pa tudi iz delov Zete, Vrbasa, Drine in Donave. Imela je rekonstruiran hrvaški parlament, ki bi izbral hrvaškega bana in vicebana. Ta Hrvaška je vključevala del Bosne, večino Hercegovine ter mesto Dubrovnik in okolico.

## Druga svetovna vojna in Neodvisna Država Hrvaška (1941–1945)
Nemška invazija na Jugoslavijo aprila 1941 je hrvaški radikalni desnici omogočila, da so prišli na oblast in ustanovili "Neodvisno državo Hrvaško" (Nezavisna Država Hrvatska, NDH), ki jo je vodil Ante Pavelić, ki je prevzel vlogo Poglavnika. Po vzoru drugih fašističnih režimov v Evropi so ustaši sprejeli rasne zakone, oblikovali osem koncentracijskih taborišč, namenjenih manjšinskim Srbom, Romom in judovskemu prebivalstvu, pa tudi hrvaškim in bosansko -muslimanskim partizanom. Največje koncentracijsko taborišče je bil Jasenovac na Hrvaškem. NDH je imela program, ki ga je oblikoval Mile Budak, za čiščenje Hrvaške od Srbov, tako da je "tretjino pobila, drugo tretjino izgnala, preostalo tretjino pa asimilirala". Glavni cilji preganjanja so bili Srbi, saj je bilo ubitih približno 330.000 ljudi.
Partizansko gibanje, ki so ga vodili komunisti, proti fašistom, ki temelji na vsejugoslovanski ideologiji, se je pojavilo v začetku leta 1941 pod poveljstvom Hrvata Josipa Broza Tita in se hitro razširilo v številne dele Jugoslavije. Prvi sisaški partizanski odred, ki je bil pogosto razglašen za prvo oboroženo enoto protifašističnega upora v okupirani Evropi, je nastal na Hrvaškem, v gozdu Brezovica pri mestu Sisak. Ko je gibanje začelo pridobivati popularnost, so partizani krepili moč od Hrvatov, Bošnjakov, Srbov, Slovencev in Makedoncev, ki so verjeli v enotno, a zvezno jugoslovansko državo. 
Do leta 1943 je prevzelo partizansko odporniško gibanje, ki je leta 1945 s pomočjo sovjetske Rdeče armade (ki je šlo le skozi majhne dele, kot je Vojvodina), premagalo sile osi in lokalne privržence. ZAVNOH, državni protifašistični svet za osvoboditev Hrvaške, je deloval od leta 1942 in začasno civilno vlado ustanovil do leta 1943. Ministra za vojno in notranjo varnost NDH Mladen Lorković in Ante Vokić sta poskušala preiti na stran zaveznikov. Pavelić jih je na začetku podpiral, ko pa je ugotovil, da bo moral zapustiti položaj, jih je zaprl v zapor v Lepoglavi, kjer so jih usmrtili.
Po porazu Neodvisne države Hrvaške ob koncu vojne jih je podpiralo veliko ustašev, civilistov (od simpatizerjev, mladih nabornikov, protikomunistov in navadnih kmetov, ki so bili motivirani zaradi partizanskih grozodejstev), četnikov in antikomunisti so poskušali pobegniti v smeri Avstrije v upanju, da se bodo predali britanskim silam in dobili zatočišče. Namesto tega so jih britanske sile internirale in nato vrnile partizanom.

## Socilanistična federativna republika Jugoslavija (1945 - 1991)

### Titovo vodstvo LCY (1945–1980)
Hrvaška je bila socialistična republika del šestdelne Socialistične federativne republike Jugoslavije.  V novem komunističnem sistemu so bile tovarne in posesti v zasebni lasti nacionalizirane, gospodarstvo pa je temeljilo na vrsti načrtovanega tržnega socializma. Država je doživela proces obnove, si opomogla po drugi svetovni vojni, šla skozi industrializacijo in začela razvijati turizem.
Socialistični sistem države je zagotovil tudi brezplačna stanovanja velikih podjetij, ki so z delavskimi samoupravnimi naložbami plačevala bivalne prostore. Državljani Jugoslavije so od leta 1963 zaradi nevtralne politike smeli potovati v skoraj vse države. Vizumi za potovanje v vzhodne ali zahodne države ali v kapitalistične ali komunistične države niso bili potrebni. 
Takšno brezplačno potovanje je bilo v tistih časih v državah vzhodnega dela in v nekaterih zahodnih državah tudi nezaslišano (na primer v Španiji ali na Portugalskem, takratni diktaturi). To se je izkazalo za zelo koristno za prebivalce Hrvaške, ki se jim je delo v tujini zdelo finančno bolj koristno. Po upokojitvi je bil narejen načrt, da se vrnejo na Hrvaško (takrat Jugoslavijo), da bi kupili dražje nepremičnine.
V Jugoslaviji so bili prebivalci Hrvaške zagotovljeni brezplačno zdravstveno varstvo, brezplačna zobozdravstvena oskrba in varne pokojnine. Starejši generaciji se je to zdelo zelo tolažilno, saj bi pokojnine včasih presegle njihove nekdanje plače. Prosta trgovina in potovanja po državi sta pomagala tudi hrvaški industriji, ki je uvozila in izvažala po vseh nekdanjih republikah.
Študente in vojaško osebje so spodbujali k obisku drugih republik, da bi izvedeli več o državi, vse stopnje izobraževanja, zlasti srednješolsko in visokošolsko, pa so bile brezplačne. V resnici je bilo stanovanje slabše zaradi slabe toplote in vodovodne oskrbe, zdravniška oskrba je pogosto primanjkovala tudi zaradi razpoložljivosti antibiotikov, šole so bile propagandni stroji in potovanja so bila nujna, da bi državi zagotovili trdno valuto. Propagandisti, ki so želelil, da bi ljudje verjeli, da "nevtralna politika" izenačuje Srbe in Hrvate, so močno omejili svobodo govora in državljanov niso zaščitili pred etničnimi napadi.
Članstvo v stranki je bilo prav tako predpogoj za sprejem na fakultete in za vladna dela kot v Sovjetski zvezi pri Josifu Stalinu ali Nikiti Hruščovu. Podjetja v zasebnem sektorju se niso razvijala, saj so bili davki na zasebna podjetja pogosto previsoki. Neizkušeno vodstvo je včasih odločalo o politiki in nadzorovalo odločitve s surovo silo. Stavke so bile prepovedane, lastniki/upravniki niso smeli spremeniti ali sprejeti odločitev, ki bi vplivale na njihovo produktivnost ali dobiček.
Gospodarstvo se je razvilo v vrsto socializma, imenovanega samoupravljanje, v katerem so delavci obvladovali družbena podjetja. Tovrstni tržni socializem je ustvaril bistveno boljše gospodarske razmere kot v državah vzhodnega dela. Hrvaška je v šestdesetih in sedemdesetih letih 20. stoletja doživela intenzivno industrializacijo, pri čemer se je industrijska proizvodnja večkrat povečala, Zagreb pa je po obsegu industrije presegel Beograd. Tovarne in druge organizacije so bile pogosto poimenovane po partizanih, ki so bili razglašeni za narodne heroje. Ta praksa se je razširila tudi na imena ulic, imena parkov in zgradb ter nekatere bolj nepomembne značilnosti.
Pred drugo svetovno vojno hrvaška industrija ni bila pomembna, saj je bila velika večina ljudi zaposlenih v kmetijstvu. Do leta 1991 se je država popolnoma preoblikovala v sodobno industrializirano državo. Hkrati se je hrvaška obala Jadranskega morja oblikovala kot mednarodno priljubljena turistična destinacija, vse obalne republike (vendar večinoma SR Hrvaška) so imele od tega velik dobiček, saj je število turistov na sodobni Hrvaški še vedno neprekosljivo. Vlada je prinesla gospodarsko in industrijsko rast brez primere, visoko stopnjo socialne varnosti in zelo nizko stopnjo kriminala. Država si je popolnoma opomogla po drugi svetovni vojni in dosegla zelo visok BDP in stopnjo gospodarske rasti, bistveno višjo od tiste v današnji republiki.
Ustava iz leta 1963 je uravnotežila moč v državi med Hrvati in Srbi in ublažila neravnovesje, ki izhaja iz dejstva, da so bili Hrvati spet v manjšinskem položaju. Trendi po letu 1965 (kot je padec načelnika OZNE in UDBA Aleksandra Rankovića z oblasti leta 1966) pa so privedli do hrvaške pomladi 1970–71,  ko so študentje v Zagrebu organizirali demonstracije za doseganje večjih državljanskih svoboščin in večjo hrvaško avtonomijo. Režim je zadušil javni protest in zaprl voditelje, vendar je to leta 1974 pripeljalo do ratifikacije nove ustave, ki je posameznih republikam podelila več pravic. 
Takrat so radikalne ustaške celice hrvaških emigrantov v zahodni Evropi načrtovale in izvajale gverilska dejanja v Jugoslaviji, vendar so jim v veliki meri nasprotovali.

### Do razpada Jugoslavije (1980-1991)
Leta 1980, po Titovi smrti, so se začele povečevati gospodarske, politične in verske težave, zvezna vlada pa je začela propadati. Kriza na Kosovu in leta 1986 pojav Slobodana Miloševića v Srbiji sta povzročila zelo negativen odziv na Hrvaškem in v Sloveniji; politiki iz obeh republik so se bali, da bi njegovi motivi ogrozili avtonomijo njihovih republik. S podnebnimi spremembami po vsej Vzhodni Evropi v osemdesetih letih je bila komunistična hegemonija izpodbijana (hkrati je Miloševićeva vlada začela postopoma koncentrirati jugoslovansko oblast v Srbiji in pozivi k svobodnim večstrankarskim volitvam so postajali vse glasnejši). 
Junija 1989 so Hrvaško nacionalistično disidentstvo ustanovili Hrvaško demokratsko zvezo (HDZ), ki jo je vodil Franjo Tuđman, nekdanji borec v Titovem partizanskem gibanju in general JNA. Takrat je bila Jugoslavija še vedno enopartijska država in odprte manifestacije hrvaškega nacionalizma so bile nevarne, zato je bila nova stranka ustanovljena na skoraj zaroten način. Šele 13. decembra 1989 se je vladajoča Zveza komunistov Hrvaške dogovorila o legalizaciji opozicijskih političnih strank in izvedbi svobodnih volitev spomladi 1990.
23. januarja 1990 je na svojem 14. kongresu Komunistična zveza Jugoslavije glasovala za odstranitev monopola nad politično oblastjo, vendar je isti dan dejansko prenehala obstajati kot nacionalna stranka, ko je bila Zveza komunistov Slovenije ukinjena, potem ko je predsednik SR Srbije Slobodan Milošević blokiral vse njihove reformne predloge, zaradi katerih se je Zveza komunistov Hrvaške še bolj oddaljila od ideje o skupni državi. 

## Republika Hrvaška (1991-danes)

### Politične spremembe
22. aprila in 7. maja 1990 so bile na Hrvaškem prve svobodne večstrankarske volitve. Hrvaška demokratična zveza (HDZ) Franja Tuđmana je s 42 -odstotno razliko zmagala proti reformirani komunistični stranki demokratičnih sprememb (SDP) Ivice Račana, ki je dobila 26%. Vendar je hrvaški prvi volilni sistem, ki je potekal po objavi, Tuđmanu omogočil relativno neodvisno sestavo vlade, saj se je zmaga stopnjevala. Namen HDZ je bil zagotoviti neodvisnost Hrvaške, v nasprotju z željami dela etničnih Srbov v republiki in zveznih politikov v Beogradu. Pretirano polarizirana klima je kmalu prerasla v popolno odtujenost med obema narodoma in se razrasla v sektaško nasilje.
25. julija 1990 je bila v Srbu, severno od Knina, ustanovljena srbska skupščina kot politično predstavništvo srbskega ljudstva na Hrvaškem. Srbska skupščina je razglasila "suverenost in avtonomijo srbskega ljudstva na Hrvaškem". Njihovo stališče je bilo, da če se lahko Hrvaška odcepi od Jugoslavije, potem se lahko Srbi odcepijo od Hrvaške. Za predsednika je bil izvoljen zobozdravnik Milan Babić iz južnega mesta Knin. Uporniški hrvaški Srbi so ustanovili številne paravojaške milice pod vodstvom Milana Martića, načelnika policije v Kninu.
17. avgusta 1990 so hrvaški Srbi začeli tisto, kar je postalo znano kot Revolucija hlodov, kjer so barikade hlodov postavili čez ceste po vsej jugi kot izraz njihove odcepitve od Hrvaške. To je Hrvaško učinkovito razrezalo na dva dela in ločilo obalno regijo Dalmacije od preostale države. Hrvaška vlada se je na blokado cest odzvala tako, da je na kraj dogodka poslala posebne policijske ekipe s helikopterji, vendar so jih lovilna letala jugoslovanskih letalskih sil SFR prestregla in prisilila, da se vrnejo v Zagreb. 
Hrvaška ustava je bila sprejeta decembra 1990 in Srbe opredeljuje kot manjšinsko skupino skupaj z drugimi etničnimi skupinami. Babićeva uprava je 21. decembra 1990 napovedala ustanovitev Srbske avtonomne pokrajine Krajina (ali SAO Krajina). Druge skupnosti na vzhodu Hrvaške, v katerih prevladujejo Srbi, so napovedale, da se bodo pridružile SAO Krajini, in nehale plačevati davke zagrebški vladi. 
Na velikonočno nedeljo, 31. marca 1991, so se zgodili prvi usodni spopadi, ko je hrvaška policija hrvaškega notranjega ministrstva (MUP) vstopila v narodni park Plitviška jezera, da bi izgnala uporniške srbske sile. Srbske paravojske so zasedle avtobus, ki je prevažal hrvaško policijo, v narodni park na cesti severno od Korenice, kar je sprožilo enodnevno bitko med obema stranema. Med spopadi sta bili ubiti dve osebi, en hrvaški in en srbski policist. Ranjenih je bilo še dvajset ljudi, hrvaške sile pa so jih ujele devetindvajset krajiških srbskih paravojaških sil in policistov. Med zaporniki je bil tudi Goran Hadžić, ki je pozneje postal predsednik Republike Srbske Krajine. 
2. maja 1991 je hrvaški parlament izglasoval referendum o neodvisnosti. 19. maja 1991 je ob skoraj 80 -odstotni udeležbi za neodvisnost glasovalo 93,24%. Krajina je bojkotirala referendum. Teden prej, 12. maja 1991, so opravili lasten referendum na ozemljih, ki so jih nadzorovali, in glasovali, da ostanejo v Jugoslaviji, ki jih hrvaška vlada ni priznala za veljavne.
Hrvaški parlament je 25. junija 1991 razglasil neodvisnost od Jugoslavije. Slovenija je istega dne tudi razglasila neodvisnost od Jugoslavije.

### Vojna za neodvisnost (1991 - 1995)
Civilno prebivalstvo je množično bežalo z območij oboroženih spopadov: na splošno se je na stotine tisoč Hrvatov odselilo z bosanskih in srbskih obmejnih območij. Mnogo civilistov je jugoslovanska narodna armada (JNA) izgnala množico civilistov, ki so jo večinoma sestavljali vojaški obvezniki iz Srbije in Črne gore ter neregularni vojaki iz Srbije, kar je postalo znano kot etnično čiščenje.
Obmejno mesto Vukovar je med bitko pri Vukovaru trimesečno oblegalo. Zaradi tega je bila večina mesta uničena in večina prebivalstva je bila primorana pobegniti. Mesto so 18. novembra 1991 prevzele srbske sile in prišlo je do pokola v Vukovar.
Sledila so kasnejša prekinitev bojev, ki so jih sponzorirali ZN, nasprotniki pa so se večinoma utrdili. Jugoslovanska ljudska armada se je iz Hrvaške umaknila v Bosno in Hercegovino, kjer se je stopnjeval nov cikel napetosti: začela se je bosanska vojna. V letih 1992 in 1993 je Hrvaška obravnavala tudi približno 700.000 beguncev iz Bosne, večinoma bosanskih muslimanov.
Oboroženi spopadi na Hrvaškem so ostali vmesni in večinoma manjši do leta 1995. V začetku avgusta istega leta se je Hrvaška lotila operacije Nevihta. Hrvaški napad je hitro prevzel večino ozemelj od oblasti Republike Srbske Krajine, kar je privedlo do množičnega odhoda srbskega prebivalstva. Ocenjuje se, da je tik pred tem med operacijo in po njej pobegnilo 90.000–200.000 Srbov. 
Zaradi te operacije se je nekaj mesecev kasneje bosanska vojna končala s pogajanji o Daytonskem sporazumu. Mirna integracija preostalih ozemelj v vzhodni Slavoniji, ki jih nadzorujejo Srbi, je bila pod nadzorom ZN zaključena leta 1998. Večina Srbov, ki so pobegnili iz nekdanje Krajine, se zaradi strahu pred etničnim nasiljem, diskriminacijo in težavami pri vračilu lastnine ni vrnila, hrvaška vlada pa še ni dosegla pogojev za popolno reintegracijo. Po podatkih visokega komisarja Združenih narodov za begunce je okoli 125.000 etničnih Srbov, ki so pobegnili pred spopadom 1991–1995, evidentirano kot vrnjenih na Hrvaško, od katerih jih je približno 55.000 ostalo za stalno.

### Država od konca vojne
Hrvaška je postala članica Sveta Evrope leta 1996. Leta 1996 in 1997 sta bili obdobje povojnega okrevanja in izboljšanja gospodarskih razmer. Vendar pa je v letih 1998 in 1999 Hrvaška doživela gospodarsko krizo, ki je prinesla brezposelnost na tisoče državljanov. 
Preostali del nekdanje "Krajine", območja, ki so mejili na SRF Jugoslavijo, so se s hrvaško vlado pogajali za miren proces reintegracije. Tako imenovani Erdutski sporazum je območje naredil za začasni protektorat prehodne uprave ZN za vzhodno Slavonijo, Baranjo in zahodni Sirmij. Območje je bilo uradno ponovno vključeno v Hrvaško do leta 1998.
Vlada Franje Tuđmana je začela izgubljati priljubljenost, saj je bila med drugim kritizirana zaradi vpletenosti v sumljive privatizacijske posle v začetku devetdesetih let in delne mednarodne izolacije. Država je v letih 1998 in 1999 doživela blago recesijo.
Tuđman je umrl konec leta 1999, na parlamentarnih volitvah leta 2000 pa je nacionalistično vlado Hrvaške demokratske zveze (HDZ) zamenjala levosredinska koalicija pod Socialdemokratsko stranko Hrvaške, z Ivico Račanom za predsednika vlade. Hkrati so potekale predsedniške volitve, na katerih je zmagal zmerni Stjepan Mesić. Nova Račanova vlada je spremenila ustavo in spremenila politični sistem iz predsedniškega v parlamentarni sistem ter prenesla večino izvršnih predsedniških pooblastil s predsednika na institucije parlamenta in predsednika vlade. 
Nova vlada je začela tudi več velikih gradbenih projektov, vključno s stanovanji, ki jih sponzorira država, več prizadevanj za obnovo, da se omogoči vrnitev beguncev, in gradnjo avtoceste A1. Država je v teh letih dosegla opazno gospodarsko rast, medtem ko bi se stopnja brezposelnosti še naprej povečevala vse do leta 2001, ko se je končno začela zniževati. Hrvaška je leta 2000 postala članica Svetovne trgovinske organizacije (STO), leta 2003 pa je začela pristop Hrvaške k Evropski uniji.
Konec leta 2003 so bile nove parlamentarne volitve in zmagala je reformirana stranka HDZ pod vodstvom Iva Sanaderja, ki je postal predsednik vlade. Pristop k Evropi so odložili spori glede izročitve vojaških generalov MKSJ, vključno z odbeglim Antom Gotovino. Sanader je bil ponovno izvoljen na tesno izpodbijanih parlamentarnih volitvah leta 2007. Drugi zapleti so še naprej zavirali pogajalski proces v EU, predvsem slovenske blokada vstopa Hrvaške v EU v letih 2008–2009.
Junija 2009 je Sanader nenadoma odstopil s svojega mesta in na njegovo mesto imenoval Jadranko Kosor. Kosorjeva je za boj proti gospodarski krizi uvedla varčevalne ukrepe in sprožila protikorupcijsko kampanjo, namenjeno javnim uradnikom. Kosor je konec leta 2009 s slovenskim premierjem Borutom Pahorjem podpisala sporazum, ki je omogočil nadaljevanje pristopa k EU.
Na hrvaških predsedniških volitvah, 2009–2010, je Ivo Sdpović, kandidat SDP, zmagal. Sanader se je leta 2010 poskušal vrniti v HDZ, a so ga nato izločili, USKOK pa ga je kmalu aretiral zaradi več obtožb o korupciji. 
Novembra 2012 je sodišče na Hrvaškem nekdanjega premierja Iva Sanaderja, ki je bil na položaju od leta 2003 do 2009, obsodilo na 10 let zapora zaradi podkupnine. Sanader je poskušal trditi, da je bil primer proti njemu politično motiviran. 
Leta 2011 je bil sklenjen pristopni sporazum, ki je Hrvaški omogočil, da se pridruži.
Hrvaške parlamentarne volitve 2011 so bile 4. decembra 2011 in zmagala je koalicija Kukuriku. Po volitvah je bila oblikovana levosredinska vlada, ki jo je vodil novi premier Zoran Milanović. 
Po ratifikaciji pristopne pogodbe 2011 in uspešnem referendumu o članstvu Hrvaške v Evropski uniji leta 2012 se je Hrvaška 1. julija 2013 pridružila EU.
Na hrvaških predsedniških volitvah 2014–15 je Kolinda Grabar-Kitarović postala prva hrvaška predsednica.
Na hrvaških parlamentarnih volitvah leta 2015 je zmagala Domoljubna koalicija, ki je z mostom neodvisnih seznamov sestavila novo vlado. Vendar je glasovanje o nezaupnici podrlo kabinet Tihomirja Oreškovića. Po hrvaških parlamentarnih volitvah leta 2016 je bil narejen predsedniški kabinet Andreja Plenkovića. 
Januarja 2020 je na predsedniških volitvah zmagal nekdanji premier Zoran Milanović iz Socialnih demokratov (SDP). Premagal je desnosredinsko predsednico Kolindo Grabar-Kitarović iz vladajoče Hrvaške demokratske skupnosti (HDZ). 
Julija 2020 je na parlamentarnih volitvah zmagal vladajoči desničarski HDZ. Od leta 2016 vladala koalicija predsednika vlade Andreja Plenkovića, ki jo vodi HDZ.